# Oryctes nasicornis
Lo scarabeo rinoceronte (Oryctes nasicornis Linnaeus, 1758) è un insetto appartenente alla famiglia Scarabaeidae e alla sottofamiglia Dynastinae.

## Descrizione

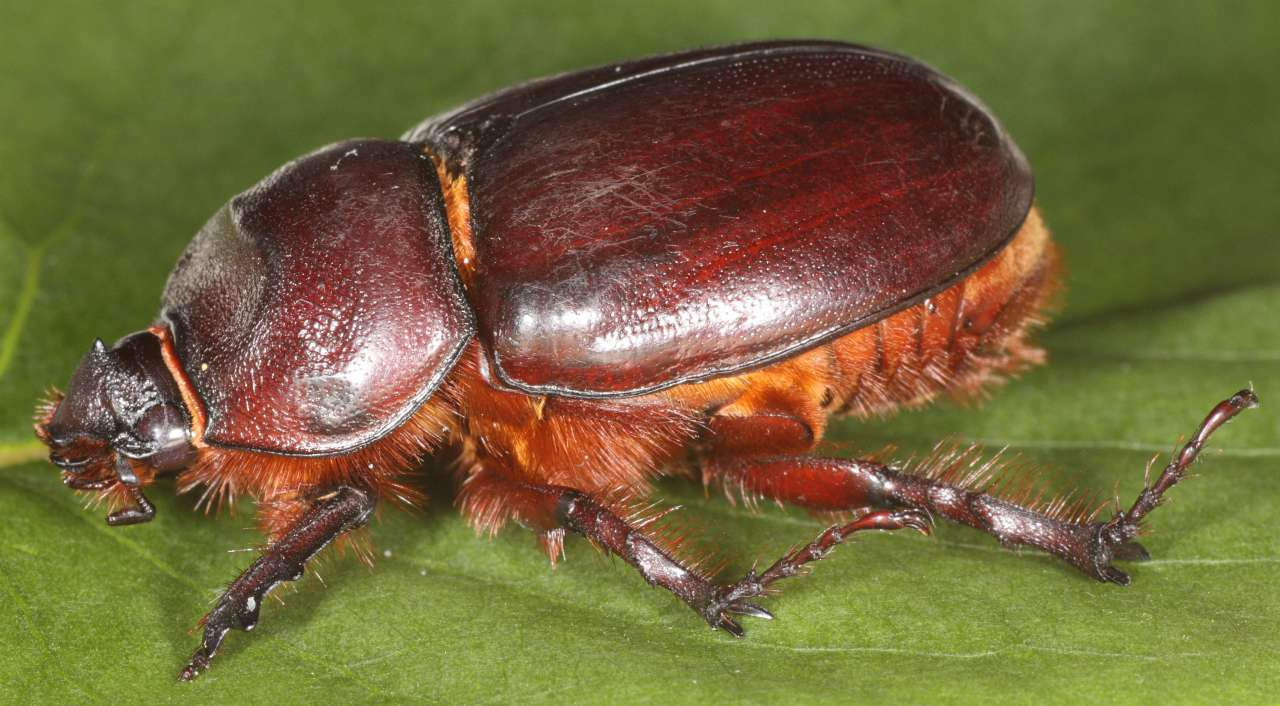
Individuo femminile

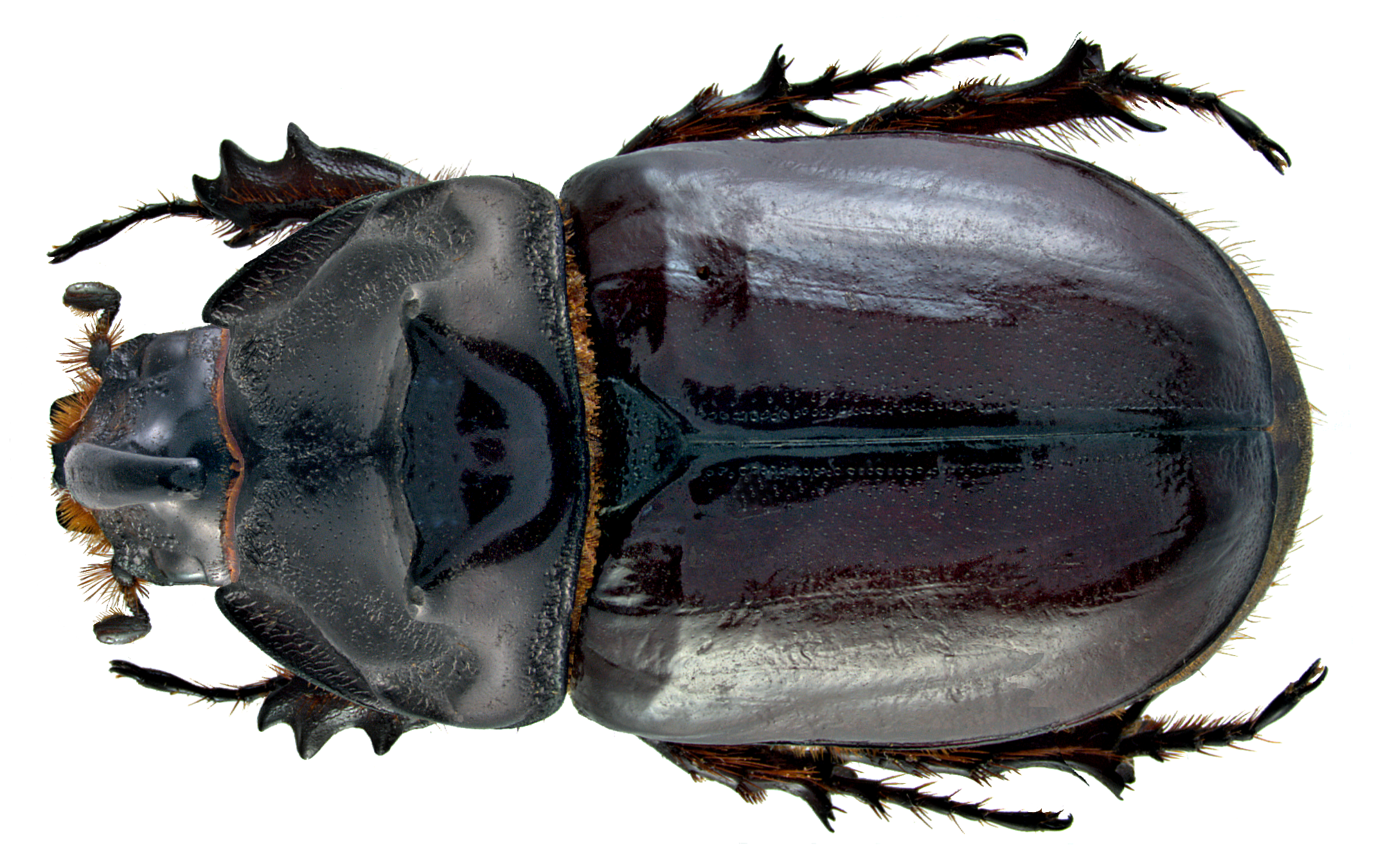
Vista dorsale del maschio.

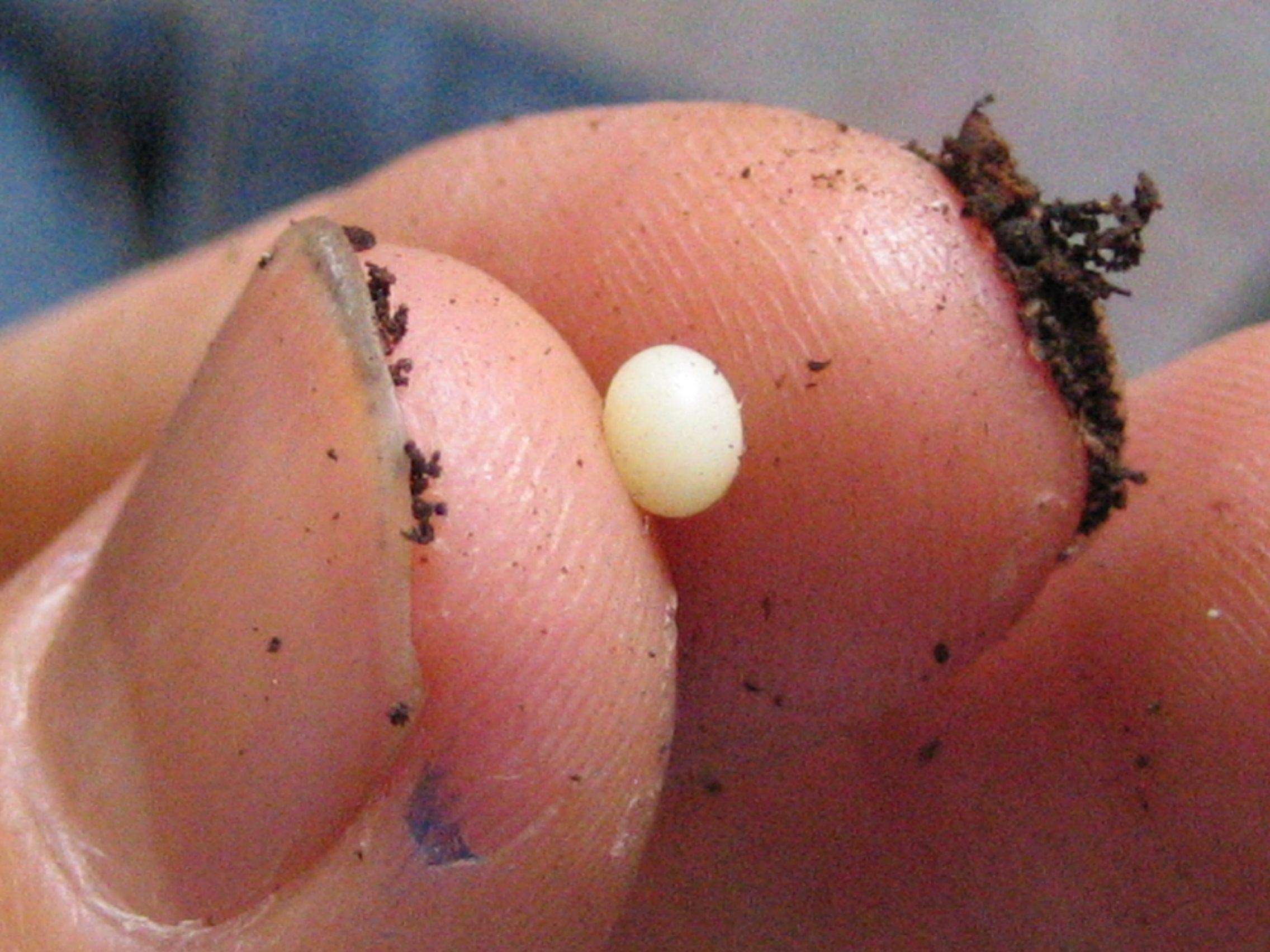
Uova

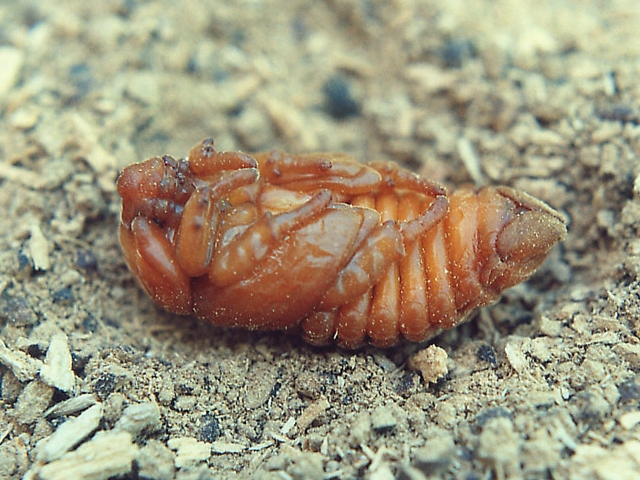
Pupa

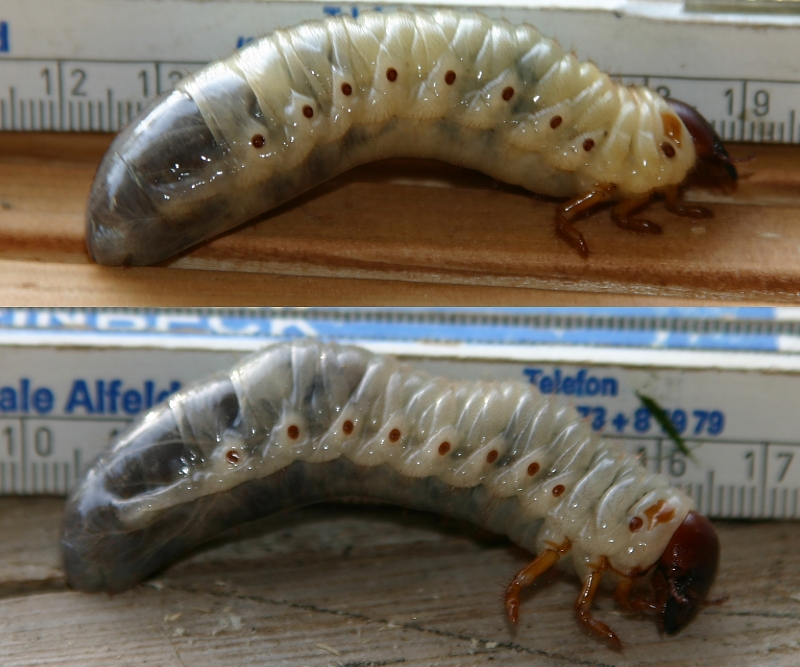
Larva

Lo scarabeo rinoceronte è un coleottero di dimensioni medio grandi, oscillando tra i 25 e i 42 mm di lunghezza. Le sue elitre sono color castano rossastro, mentre torace e capo sono leggermente più scuri.
Questo coleottero è caratterizzato da un notevole dimorfismo sessuale. I maschi sono infatti dotati di un vistoso corno cefalico rivolto all'indietro, che ricorda proprio il corno dei rinoceronti e che è valso a questi insetti il loro nome comune. I maschi, di taglia differente, hanno pure corna di dimensioni diverse, fenomeno questo riconducibile all'allometria che caratterizza buona parte dei dinastini.

## Biologia

### Adulto

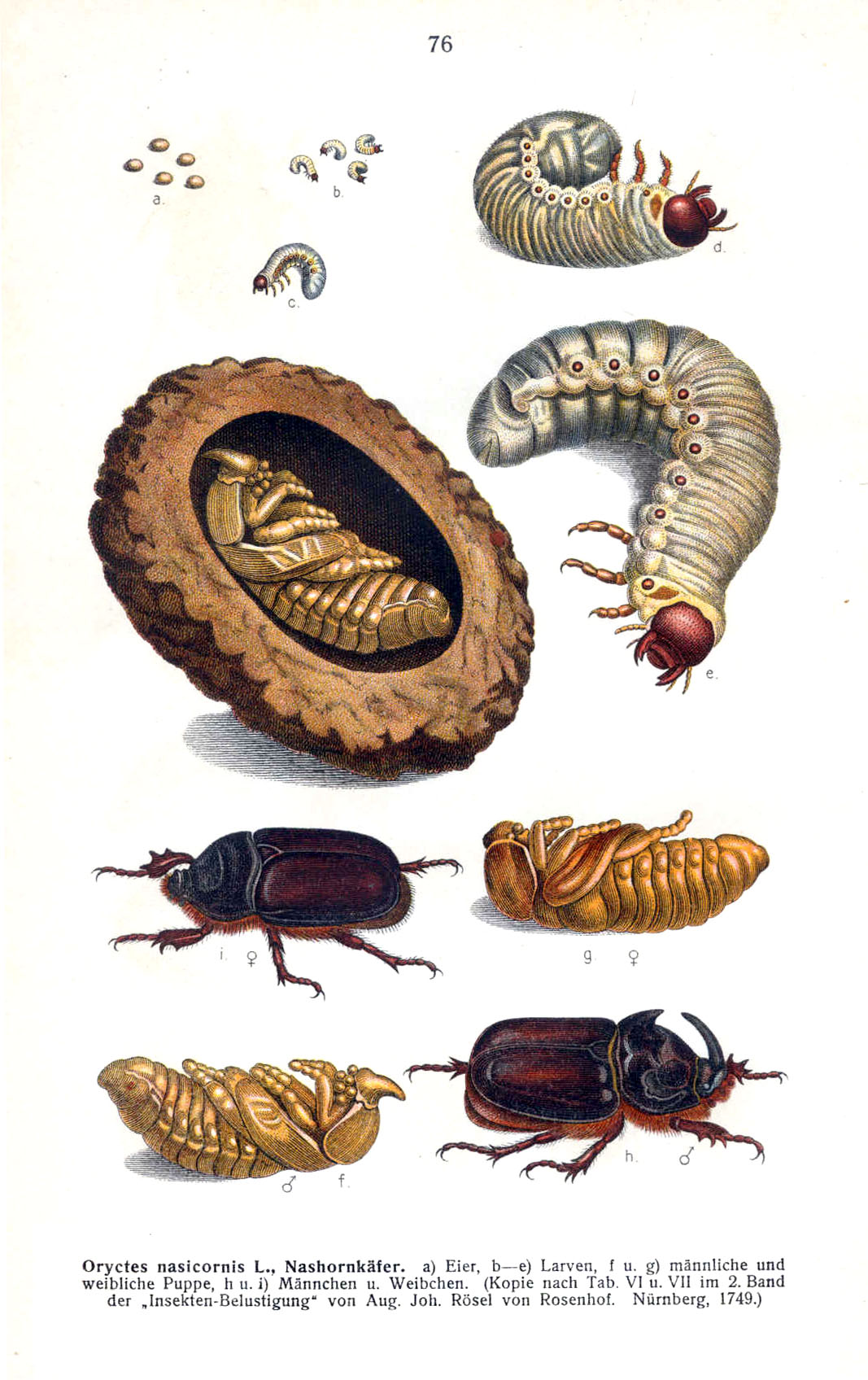
Ciclo vitale.

Lo scarabeo rinoceronte è un coleottero strettamente crepuscolare e notturno: difficilmente infatti lo si potrà reperire di giorno. Di notte gli adulti escono dai propri nascondigli nel terreno per cercare un compagno. Essi sono spesso attratti fatalmente dai lampioni, e non è difficile trovarli (anche schiacciati) lungo le strade in estate. Questi scarabei non si nutrono, consumando durante le poche settimane di vita adulta le riserve accumulate nel corso degli stadi larvali.
L'accoppiamento avviene a livello del terreno e, spesso, sotto di esso. Le uova, biancastre, vengono deposte dalle femmine nel legno in decomposizione così come nel materiale vegetale in disfacimento.
Gli adulti muoiono dopo una vita libera di un paio di mesi.

### Larva
Le larve schiudono dopo circa due settimane di incubazione.
Hanno l'aspetto di grossi "vermi" bianchi con corpo piegato a "c". 
Presentano cranio sclerificato di colore arancione con antenne sottili e tre paia di zampe di media lunghezza, terminanti con una piccola "unghia"; lungo i fianchi presentano una serie di forellini chitinosi orlati di bianco, che permettono all'insetto di respirare nel terreno.
Lo sviluppo larvale avviene attraverso 3 stadi denominati L1, L2 ed L3. Entro l'autunno successivo alla schiusa, generalmente le larve raggiungono lo stadio L3 e iniziano a svernare. Passeranno l'intero anno successivo a nutrirsi e a crescere di taglia, fino alla trasformazione in pupa, che avviene nel corso della seconda primavera successiva alla nascita. L'insetto compirà l'ultima muta verso la fine di quella stessa estate, ma l'adulto resterà nel bozzolo fino alla successiva primavera inoltrata.
La durata dell'intero ciclo è di circa 3-4 anni, generalmente è più breve nelle regioni più calde; in cattività, a temperature costanti di 25 °C, può compiersi invece in soli 10-12 mesi.
In Italia ed in Europa, gli Oryctes sono spesso vittima di larve parassite del genere Scolia (Hymenoptera: Scoliidae) e  Megascolia; le cui grandi femmine cacciano le larve degli scarabeidi nel terreno, per poi paralizzarle col proprio veleno e deporvi le uova. Le larve nasciture si nutriranno dell'ospite paralizzato fino ad ucciderlo.

## Distribuzione e habitat
Oryctes nasicornis è diffuso ampiamente, con numerose sottospecie, in tutta Europa (eccetto le isole britanniche), in Nord Africa, Madagascar e in molte aree del Vicino Oriente.

## Tassonomia
Sono note le seguenti sottospecie:
- Oryctes nasicornis afghanistanicus Endrödi, 1938
- Oryctes nasicornis chersonensis Minck, 1915
- Oryctes nasicornis corniculatus Villa & Villa, 1833
- Oryctes nasicornis edithae Endrödi, 1938
- Oryctes nasicornis grypus (Illiger, 1803)
- Oryctes nasicornis hindenburgi Minck, 1915
- Oryctes nasicornis holdhausi Minck, 1914
- Oryctes nasicornis illigeri Minck, 1915
- Oryctes nasicornis kuntzeni Minck, 1914
- Oryctes nasicornis latipennis Motschulsky, 1845
- Oryctes nasicornis mariei (Bourgin, 1949)
- Oryctes nasicornis nasicornis (Linnaeus, 1758)
- Oryctes nasicornis ondrejanus Minck, 1916
- Oryctes nasicornis polonicus Minck, 1916
- Oryctes nasicornis przevalskii Semenow & Medvedev, 1932
- Oryctes nasicornis punctipennis Motschulsky, 1860
- Oryctes nasicornis shiraticus Endrödi & Petrovitz, 1974
- Oryctes nasicornis transcaspicus Endrödi, 1938
- Oryctes nasicornis turkestanicus Minck, 1915

## Conservazione
O. nasicornis è considerata una specie non minacciata dalla Lista rossa IUCN..